# چارلز جی. گیتو
چارلز جی. گیتو (انگلیسی: Charles Julius Guiteau; ۸ سپتامبر ۱۸۴۱ – ۳۰ ژوئن ۱۸۸۲) وکیل، نویسنده و سخنران آمریکایی بود که جیمز گارفیلد، بیستمین رئیس‌جمهور ایالات متحده آمریکا را ترور کرد.